# Утакмице фудбалске репрезентације Мађарске 2000.
| Домаћин | Гост |

Фудбалска репрезентација Мађарске је током 2000. године одиграла девет званичних утакмица. Последњи сусрет у години, пријатељски меч против Македоније, прекинут је на полувремену при резултату од 1 : 0 за Мађарску,због густе магле. Репрезентација је те године одиграла само две такмичарске утакмице, а организоване су у оквиру квалификација за Светско првенство 2002. године. Против Италије, екипа коју је предводио Берталан Бичкеи, изненађујуће је завршила нерешеним резултатом 2 : 2, Ференц Хорват је постигао два гола, док је Филипо Инзаги постигао оба гола Италијана. У другој утакмици квалификација за Светско првенство репрезентација Мађарске је у гостима победила Литванију са 6 : 1, Миклош Фехер је на том мечу постигао хет-трик. 
Репрезентација Мађарске је остварила 3 победе (против Северне Ирске, Израела и Литваније, као и прекинуту утакмицу против Македоније која је завршена вођством Мађарске од 1:0), 4 ремија (против Пољске, Саудијске Арабије, Аустрије и Италије и само 1 пораз, у првом сусрету против Аустралије. Четири играча су постигла голове те године: Ференц Хорват је био најуспешнији са 7 голова, Миклош Фехер 4, Бела Илеш 3 и Кристијан Листеш по једном.
Савезни селектор националног тима у овом периоду је био:
- Берталан Бичкеи

## Утакмице
| Мађарска | 0 : 3 (0 : 1) | Аустралија                                |
| -------- | ------------- | ----------------------------------------- |
|          | Извештај      | 12’ С. Лајбут · 72’ Ј. Скоко · 90’ К. Мур |

| Мађарска | 0 : 0    | Пољска |
| -------- | -------- | ------ |
|          | Извештај |        |

| С. Ирска | 0 : 1 (0 : 1) | Мађарска      |
| -------- | ------------- | ------------- |
|          | Извештај      | 61’ Ф. Хорват |

| Мађарска          | 2 : 2 (1 : 0) | Саудијска Арабија               |
| ----------------- | ------------- | ------------------------------- |
| Ф. Хорват 18’ 79’ | Извештај      | 90+1’ Талал · 90+2’ С. ал Џабер |

| Мађарска                 | 2 : 1 (0 : 0) | Израел          |
| ------------------------ | ------------- | --------------- |
| Илеш 46’ · Ф. Хорват 51’ | Извештај      | 90+2’ П. Балили |

| Мађарска | 1 : 1 (1 : 0) | Аустрија       |
| -------- | ------------- | -------------- |
| Илеш 33’ | Извештај      | 67’ Р. Кирхлер |

| Мађарска       | 2 : 2 (1 : 2) | Италија        |
| -------------- | ------------- | -------------- |
| Хорват 29’ 78’ | Извештај      | 26’ 35’ Инцаги |

| Литванија         | 1 : 6 (0 : 2) | Мађарска                                                     |
| ----------------- | ------------- | ------------------------------------------------------------ |
| О. Биткус 29’ 71’ | Извештај      | 25’ Илеш · 36’ 61’ 72’ Фехер · 67’ Хорват · 84’, пен’ Листеш |

| Северна Македонија | 0 : 1 (0 : 1) | Мађарска |
| ------------------ | ------------- | -------- |
|                    | Извештај      | 5’ Фехер |

## Голгетери у 2000.
| - Габор Кираљ (голман) - Бела Илеш - Кристиан Листеш |

## Извори и спољашње везе
- Све утакмице репрезентације Мађарске
- Репрезентација Мађарске на фудбалској бази података
- Утакмице репрезентације Мађарске (2000)